# Philosophia Verlag
Der Philosophia Verlag in München ist ein deutscher Wissenschaftsverlag mit dem Fachgebiet Philosophie.

## Geschichte
Der Verlag wurde 1966 von Lutz Geldsetzer und Wilhelm Schütte mit Sitz in Düsseldorf gegründet. Zum 30. Juni 1980 erwarb der Verleger Ulrich Staudinger 100 Prozent der GmbH-Anteile und verlegte den Sitz des Verlages nach München. Mit der Übernahme des Verlages wurden die Programmlinien neu ausgerichtet. Spiritus Rector und Gründungsherausgeber der wichtigsten Reihen wurde Hans Burkhardt, bis zu seinem Tod 2015 außerplanmäßiger Professor für Philosophie an der Ludwig-Maximilians-Universität München.
Der Verlag ist spezialisiert auf Werke in der Tradition der exakten Philosophie: Aristoteles und seine Schule, die Scholastik, Gottfried Wilhelm Leibniz und die moderne analytische Philosophie. Veröffentlichungssprachen sind Deutsch und Englisch, in den letzten Jahren vorrangig Englisch. Seit 2010 erscheinen alle Titel auch und manche ausschließlich als E-Book. 2016 feierte der Verlag das 50-jährige Jubiläum.
Nach dem Tod von Hans Burkhardt im Jahr 2015 nahm Ulrich Staudinger als Verleger einen Generationenwechsel im Verlag vor und hat mit Stamatios Gerogiorgakis, Guido Imaguire und Christina Schneider drei Kenner der exakten Philosophie eng an den Verlag gebunden. Sie begleiten die Programmarbeit des Verlages seit 2016 als Scientific Board. Benjamin Andrae, der 2014 an der Hochschule für Philosophie in München promoviert wurde, wirkt seit 2017 in der Verlagsleitung mit. Die genannten Akteure erweitern das Programm um neue wissenschaftliche und editorische Akzente.
Ulrich Staudinger starb am 21. Januar 2021 im Alter von 85 Jahren.

## Verlagsprogramm
Im Wesentlichen ist das Verlagsprogramm in Reihen aufgebaut. In der Fachwelt bekannte Reihen sind Philosophia Analytica mit historischen und systematischen Untersuchungen zur Logik, Ontologie und Sprachphilosophie sowie die Philosophia Introductiones mit Einführungen in eben diese Gebiete.
Eine verlegerische Leistung war die Herausgabe sämtlicher Werke des im Ersten Weltkrieg gefallenen Juristen und Philosophen Adolf Reinach. Reinach gilt einigen Fachvertretern als Vorläufer der so genannten Sprechakttheorie, die erst Jahrzehnte nach Reinachs frühem Tod in der angelsächsischen Philosophie „Karriere machte“ (John Langshaw Austin und John Searle). In seinem umfangreichen (englischsprachigen) Vorwort zu „Sämtliche Werke“ von Reinach arbeitet John F. Crosby diesen Aspekt zum ersten Mal heraus.
Ein weiteres editorisches Projekt war das „Handbook of Metaphysics and Ontology“. Das Kompendium enthält rund 500 eigenständige Beiträge und steht unter der Maxime, dass die „Geschichte der Metaphysik und die aktuellen Arbeiten zu Metaphysik und Ontologie sich wechselseitig befruchten“, so die Herausgeber Hans Burkhardt und Barry Smith. Dem „Handbook of Metaphysics and Ontology“ folgte 2017 das vom editorischen Konzept und vom Umfang her vergleichbare „Handbook of Mereology“.
In der Reihe Philosophia Basic Philosophical Concepts erscheinen Sammlungen von Aufsätzen, die grundlegende philosophische Begriffe und Themen behandeln, als Erstveröffentlichung. In der Internet-Edition Philosophia Contributions to Philosophy können die Einzelbeiträge aus den Basic Philosophical Concepts sowie weitere Beiträge aus den verschiedenen Gebieten der exakten Philosophie als PDF-Dateien heruntergeladen werden.
Als Ergänzung zu der Reihe Philosophia Analytica ist die Reihe Philosophia Analytica Liber Conversus konzipiert. Diese ist auf Übersetzungen mittelalterlicher und nachmittelalterlicher Texte aus den Disziplinen Logik, Ontologie und Sprachphilosophie ausgerichtet. Hinzu kommen Texte von Ärzten und Naturphilosophen mit teilweise modern anmutenden Traktaten zu biologischen und medizinischen Problemen.